# Hahnenkamm (Altmühltal)
Der Hahnenkamm ist als Jura-Kalkstein-Höhenzug ein bis 656,4 m ü. NHN hoher und zirka 20 Kilometer langer Nordwestausläufer der Fränkischen Alb und gehört zu dessen höchsten Höhenzügen. Der Hahnenkamm liegt im mittelfränkischen Landkreis Weißenburg-Gunzenhausen in Bayern, Deutschland.

## Namenskundliches
Frühe Namensdeutungen wie Hunnenkamp oder Campus hunorum ("Schlachtfeld der Hunnen") stellten eine legendarische Verbindung mit Attila dem Hunnenkönig her. Andere Hypothesen lassen den Namen auf Hain zurückgehen. Als Haynenkamm oder Haynenkamp würde er "bewaldeter Bergrücken" bedeuten.
Wilhelm Kraft vermutete, dass sich der Begriff Hahnenkamm von einem gleichnamigen Gewann bei Rehlingen aus auf den gesamten Höhenzug verbreitete. Martin Winter deutet den Namen direkter als Bezug auf die Topographie der Hügelkette, die die lokale Bevölkerung an den Kopf eines Hahns erinnerte.

## Geographie

### Lage
Der Hahnenkamm liegt im Städteviereck von Gunzenhausen im Norden, Weißenburg im Osten, Treuchtlingen im Südosten und Wassertrüdingen im Westen. Nordöstlich wird er von der Altmühl begrenzt, etwas südwestlich liegt das von der Wörnitz durchflossene Nördlinger Ries; letzteres trennt Schwäbische Alb und Fränkische Alb. Von der Altmühl erhebt sich der Hahnenkamm etwa 200 m über den Talgrund. Der teilweise von Laubwald bewachsene Höhenzug ist Teil des Naturparks Altmühltal.
Der höchste bewohnte Ort am Hahnenkamm ist Auernheim, das auf 634 m Höhe liegt und sich zusammen mit Hohenstein den Rang teilt, die höchstgelegene Ortschaft Mittelfrankens zu sein.

### Naturräumliche Zuordnung
Der Hahnenkamm gehört in der naturräumlichen Haupteinheitengruppe Fränkische Alb (Nr. 08), in der Haupteinheit Südliche Frankenalb (082) und in der Untereinheit Altmühlalb (082.2) zum Naturraum Hahnenkammalb (082.20). Seine Landschaft fällt nach Westen über Norden bis Osten in der Haupteinheitengruppe Fränkisches Keuper-Lias-Land (Nr. 11), in der Haupteinheit Vorland der Südlichen Frankenalb (110) und in der Untereinheit Hahnenkamm-Vorland (110.2) in den Naturraum Hahnenkamm-Vorberge (110.21) ab.

### Berge
Zu den Bergen bzw. Erhebungen des Hahnenkamms und seiner Ausläufer gehören – sortiert nach Höhe in Meter (m) über Normalhöhennull (NHN):
- Dürrenberg (656,4 m), bei Heidenheim
- Efferaberg (645,2 m), bei Heidenheim-Degersheim
- Spielberg (642,4 m), bei Spielberg
- Hörlesbuck (634,7 m), bei Heidenheim-Degersheim
- Steinbühl (632,1 m), bei Heidenheim-Rohrach
- Gehäubichel (631,2 m), bei Treuchtlingen-Auernheim
- Gelber Berg (628,4 m), mit Gelber Burg, bei Dittenheim-Sammenheim
- Gemeindeberg (ca. 625 m), bei Markt Berolzheim
- Ecklestein (624,3 m), bei Treuchtlingen-Auernheim
- Kirschbühl (610,2 m), bei Treuchtlingen-Freihardt
- Uhlberg (604,7 m), bei Möhren
- Hungerberg 601,2 m, bei Heidenheim-Hechlingen
- Viersteinberg (600,2 m), bei Treuchtlingen
- Hagbuck (ca. 598 m), mit Schloss Spielberg, bei Spielberg
- Hausberg (582,2 m), bei Treuchtlingen-Siebeneichhöfe
- Moselstein (565,7 m), bei Treuchtlingen-Oberheumödern
- Holzberg (561,8 m), bei Treuchtlingen-Windischhausen
- Kühberg (561,3 m), bei Treuchtlingen-Siebeneichhöfe

In westlicher Nachbarschaft liegt der Hesselberg (689 m), der höchste Berg der Fränkischen Alb.

### Ortschaften
Zu den Ortschaften im und am Hahnenkamm gehören – betrachtet etwa im Uhrzeigersinn (beginnend im Norden):
- Sammenheim (Norden)
- Dittenheim (Norden)
- Kurzenaltheim (Nordostflanke)
- Meinheim (Nordosten)
- Wolfsbronn (im Kamm)
- Markt Berolzheim (Osten)
- Wettelsheim (Osten)
- Treuchtlingen (Südosten)
- Möhren (Südosten)
- Oberheumödern (Südosten)
- Windischhausen (im Kamm)
- Auernheim (Süden)
- Rohrach (im Kamm)
- Degersheim (im Kamm)
- Hechlingen (Südwesten)
- Heidenheim (im Kamm)
- Hohentrüdingen (Südwesten)
- Westheim (Westen)
- Ostheim (Westen)
- Gnotzheim (Nordwesten)
- Spielberg (Nordwesten)

## Geologie
Die Geologie des Hahnenkamms entspricht im Grunde der restlichen Frankenalb. Der Fuß des Höhenzugs wird von Tonsteinen des Schwarzjuras dominiert. Die unteren Hänge bestehen aus Opalinuston, der erste Steilanstieg wird von Eisensandstein gebildet. Nach einer weiteren dünnen Stufe der Sengenthal-Formation folgt das Plateau aus Bankkalken und Schwamm-Algen Riffen des Weißjuras. Vereinzelt treten Auswurfmassen des Ries-Ereignisses und Steinerne Rinnen auf. Vorhandene Quarzit-Blöcke könnten kreidezeitlich sein.

## Schutzgebiete

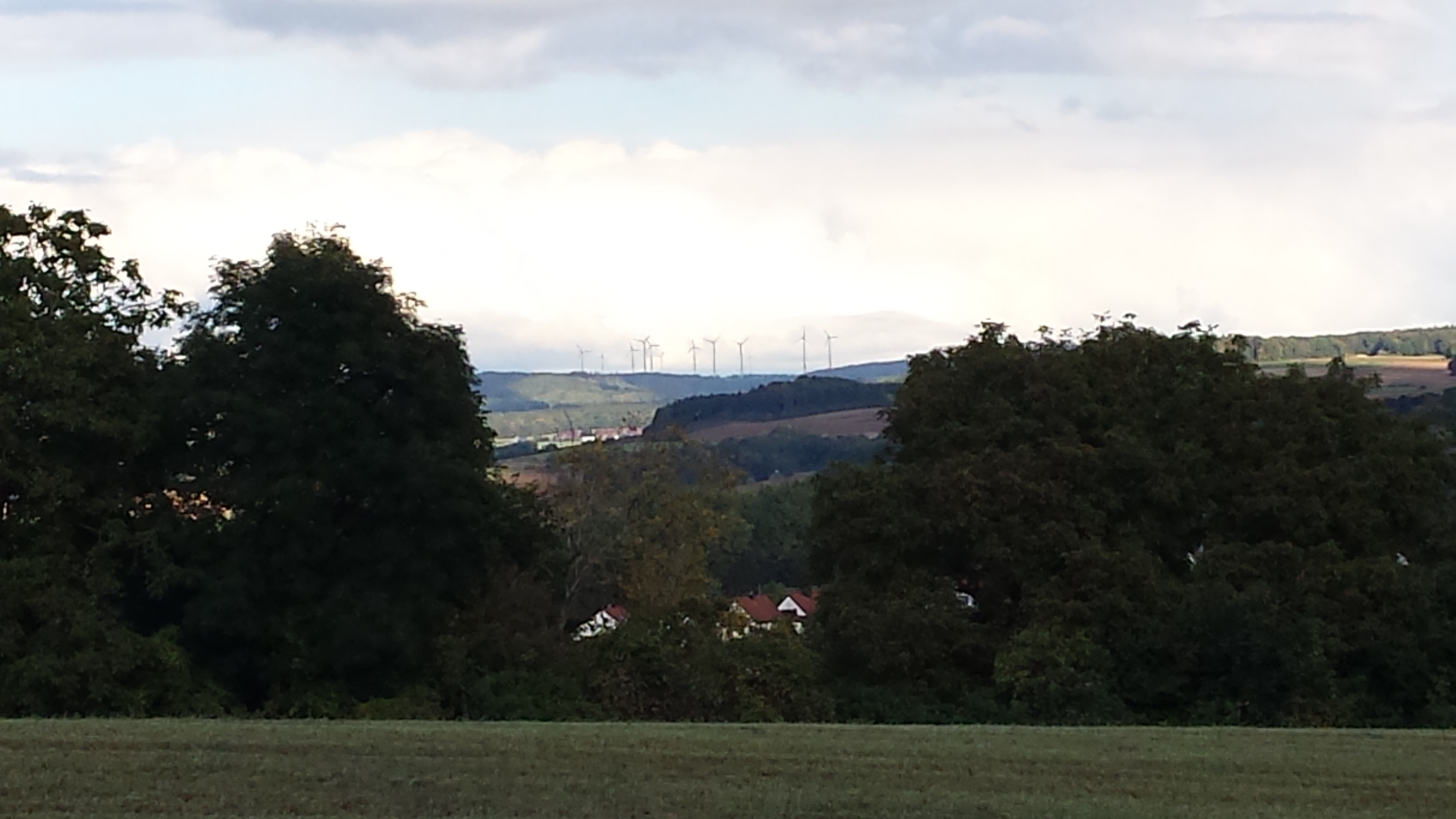
Blick aus 15 km Entfernung von einer Anhöhe bei Oettingen zum Windpark Hahnenkamm bei Degersheim

Auf oder an dem Hahnenkamm liegen die Naturschutzgebiete Steinerne Rinne bei Wolfsbronn (CDDA-Nr. 82630; 1984 ausgewiesen; 6 ha groß) und Buchleite bei Markt Berolzheim (CDDA-Nr. 162621; 1986; 31 ha). Auf dem Höhenzug befinden sich auch Teile des Landschaftsschutzgebiets Schutzzone im Naturpark Altmühltal (CDDA-Nr. 396115; 1995; 1.632,96 km²) und des Fauna-Flora-Habitat-Gebiets Trauf der südlichen Frankenalb (FFH-Nr. 6833-371; 43,24 km²).

## Wirtschaft
Der Hahnenkamm wird hauptsächlich landwirtschaftlich, touristisch und energiewirtschaftlich genutzt. Der 1996 angelegte Windpark Hahnenkamm bei Heidenheim-Degersheim besteht seit 2011 aus zwölf Windkraftanlagen.
Die zur Stärkung der dortigen Wirtschaft in den 1970er Jahren am Nordtrauf bei Heidenheim erbaute Hahnenkamm-Kaserne der Bundeswehr wurde im Zuge der Bundeswehrreform 2003 geschlossen. Ebenfalls in dieser Zeit wurde zur Förderung des Tourismus der Hahnenkammsee bei Hechlingen angelegt. 

## Sehenswürdigkeiten

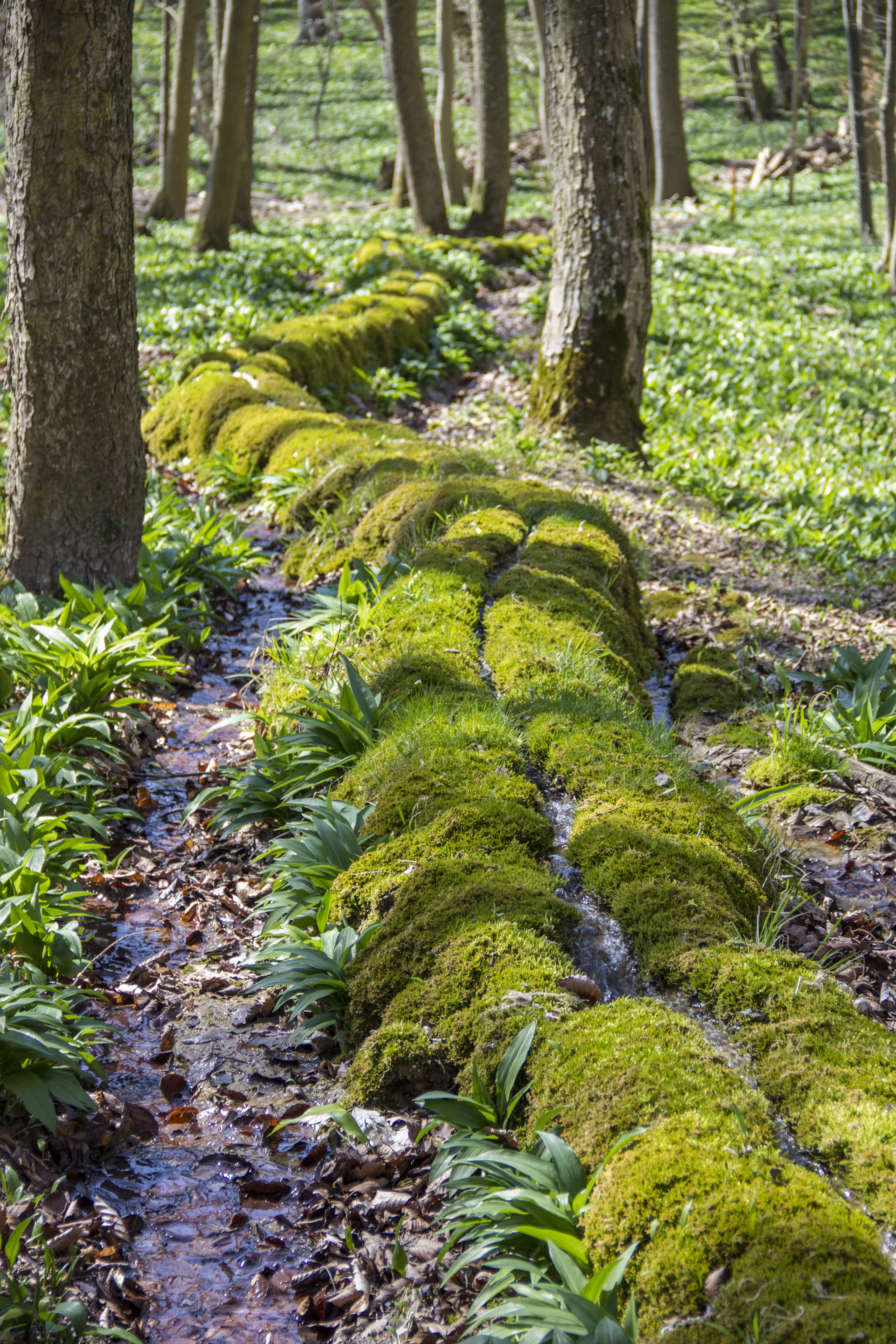
Käsrinne bei Heidenheim

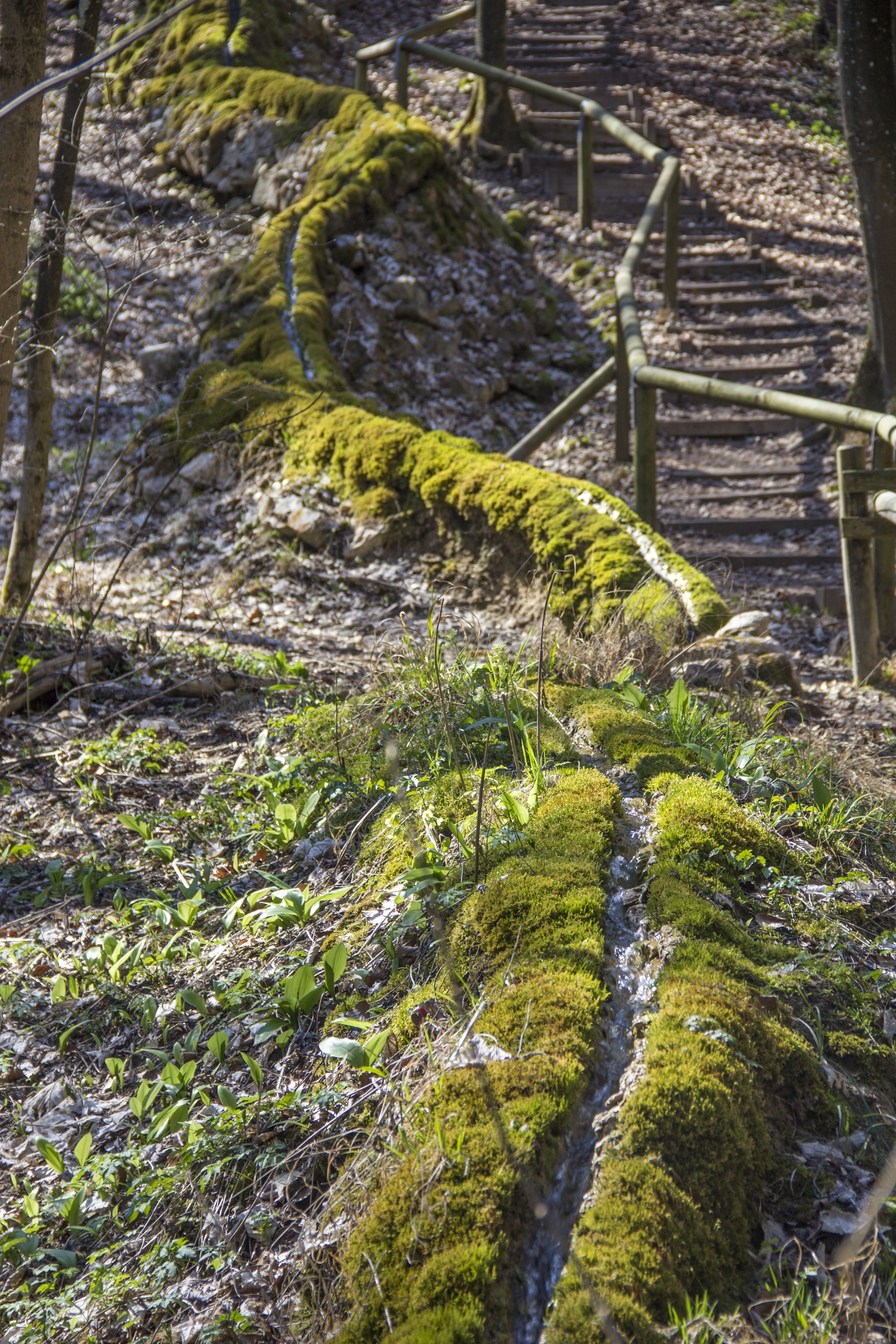
Steinerne Rinne, Wolfsbronn

Zu den Sehenswürdigkeiten am Hahnenkamm gehören:
- Zahlreiche Geotope, siehe auch Liste der Geotope im Landkreis Weißenburg-Gunzenhausen
  - Hohlweg bei Hechlingen
  - Käsrinne bei Heidenheim
  - Steinerne Rinne bei Hechlingen
  - Steinerne Rinne von Oberweiler
  - Steinerne Rinne bei Wolfsbronn
- Fossa Carolina (Karlsgraben bei Treuchtlingen)
- Gelber Berg
- Hahnenkammsee
- Hohentrüdingen
- Kloster Heidenheim
- Schloss Spielberg

## Wanderwege
Wanderwege des Hahnenkamms sind:
- Altmühltal-Panoramaweg
- Frankenweg
- Main-Donau-Weg
- Waldlehrpfad Roter Berg
- Westlicher Albrand-Weg (mit Parkplatz Roter Berg bei Hechlingen)
- Geologischer Pfad (mit Parkplatz am Hahnenkammsee bei Hechlingen)